# Mohcine El Kouraji
Mohcine El Kouraji   (Marràqueix, 1 de desembre de 1997) és un ciclista marroquí, que competeix al calendari de l'UCI Àfrica Tour. Combina la carretera amb la pista.

## Palmarès en carretera
- 2015
  -  Campió del Marroc júnior en contrarellotge
- 2016
  -  Campió del Marroc en contrarellotge sub-23
  - 1r al Tour de la Costa d'Ivori
- 2022
  -  Campió del Marroc en contrarellotge
- 2023
  - 1r al Tour del Camerun
- 2024
  - 1r al Tour de Faso i vencedor en dues etapes
- 2025
  -  Campió del Marroc en contrarellotge

## Palmarès en pista
- 2016
  - Campió d'Àfrica en persecució
  - Campió d'Àfrica en persecució per equips (amb Abderrahim Aouida, Soufiane Sahbaoui i El Mehdi Chokri)
  - Campió d'Àfrica en scratch